# Beata Sokołowska-Kulesza
Beata Sokołowska-Kulesza, född den 10 januari 1974 i Gorzów Wielkopolski, Polen, är en polsk kanotist.
Hon tog OS-brons i K-2 500 meter vid de olympiska kanottävlingarna 2000 i Sydney.
Hon tog OS-brons igen på samma distans vid de olympiska kanottävlingarna 2004 i Aten.